# 胡奇 (1918年)
胡奇（1918年—？），原名肇才，男，回族，江苏南京人，中国儿童文学作家，曾任《解放军文艺》社总编辑，中华全国戏剧工作者协会委员。